# Little Rock Challenger 2021 - Doppio
Matías Franco Descotte e Orlando Luz erano i detentori del titolo, ma hanno scelto di non partecipare a questa edizione.
In finale Nicolás Barrientos / Ernesto Escobedo hanno sconfitto Christopher Eubanks / Roberto Quiroz con il punteggio di 4-6, 6-3, [10-5].

## Teste di serie
1. Robert Galloway /  Alex Lawson (ritirati)
2. Dennis Novikov /  Gonçalo Oliveira (semifinale)

1. Jeevan Nedunchezhiyan /  Purav Raja (primo turno)
2. Ante Pavić /  Ruan Roelofse (primo turno)

## Wildcard
1. Jackson Allen /  Maks Silagy (quarti di finale)
2. Roberto Cid Subervi /  Hunter Johnson (primo turno)

1. Strong Kirchheimer /  Patrick Kypson (primo turno)

## Tabellone

### Legenda
| - Q = Qualificato - WC = Wild card - LL = Lucky loser | - ALT = Alternate - SE = Special Exempt - PR = Protected Ranking | - w/o = Walkover - r = Ritirato - d = Squalificato |

|  | Primo turno           | Primo turno             | Primo turno             | Primo turno | Primo turno |  |  | Quarti di finale        | Quarti di finale        | Quarti di finale        | Quarti di finale        | Quarti di finale        |   |   | Semifinali                          | Semifinali                          | Semifinali                         | Semifinali                         | Semifinali |   |     | Finale | Finale | Finale | Finale | Finale |  |
|  |                       |                         |                         |             |             |  |  |                         |                         |                         |                         |                         |   |   |                                     |                                     |                                    |                                    |            |   |     |        |        |        |        |        |  |
|  | Alt                   | S Mukund M Pervolarakis | S Mukund M Pervolarakis | 6           | 7           |  |  |                         |                         |                         |                         |                         |   |   |                                     |                                     |                                    |                                    |            |   |     |        |        |        |        |        |  |
|  |                       | R Gonzales Ma Redlicki  | R Gonzales Ma Redlicki  | 2           | 63          |  |  | Alt                     | S Mukund M Pervolarakis | 7                       | 1                       | [10]                    |   |   |                                     |                                     |                                    |                                    |            |   |     |        |        |        |        |        |  |
|  | S Bangoura D Young    | S Bangoura D Young      | 64                      | 6           | [10]        |  |  |                         | S Bangoura D Young      | 65                      | 6                       | [7]                     |   |   |                                     |                                     |                                    |                                    |            |   |     |        |        |        |        |        |  |
|  | H Hach Verdugo J Jung | H Hach Verdugo J Jung   | 7                       | 2           | [4]         |  |  |                         |                         |                         |                         |                         |   |   | Alt                                 | S Mukund M Pervolarakis             | S Mukund M Pervolarakis            | 5                                  | 3          |   |     |        |        |        |        |        |  |
|  | 4                     | A Pavić R Roelofse      | A Pavić R Roelofse      | 4           | r           |  |  |                         |                         |                         | N Barrientos E Escobedo | N Barrientos E Escobedo | 7 | 6 |                                     |                                     |                                    |                                    |            |   |     |        |        |        |        |        |  |
|  |                       | N Barrientos E Escobedo | N Barrientos E Escobedo | 6           |             |  |  | N Barrientos E Escobedo | N Barrientos E Escobedo | N Barrientos E Escobedo | N Barrientos E Escobedo | w/o                     |   |   |                                     |                                     |                                    |                                    |            |   |     |        |        |        |        |        |  |
|  |                       | M Krueger J Sock        | M Krueger J Sock        | 7           | 6           |  |  | M Krueger J Sock        | M Krueger J Sock        | M Krueger J Sock        | M Krueger J Sock        |                         |   |   |                                     |                                     |                                    |                                    |            |   |     |        |        |        |        |        |  |
|  | WC                    | S Kirchheimer P Kypson  | S Kirchheimer P Kypson  | 64          | 2           |  |  |                         |                         |                         |                         |                         |   |   | Nicolás Barrientos Ernesto Escobedo | Nicolás Barrientos Ernesto Escobedo | 4                                  | 6                                  | [10]       |   |     |        |        |        |        |        |  |
|  | C Harrison P Polansky | C Harrison P Polansky   | 4                       | 7           | [10]        |  |  |                         |                         |                         |                         |                         |   |   |                                     |                                     | Christopher Eubanks Roberto Quiroz | Christopher Eubanks Roberto Quiroz | 6          | 3 | [5] |        |        |        |        |        |  |
|  | JC Aragone E Gómez    | JC Aragone E Gómez      | 6                       | 5           | [6]         |  |  | C Harrison P Polansky   | C Harrison P Polansky   | C Harrison P Polansky   | 3                       | 4                       |   |   |                                     |                                     |                                    |                                    |            |   |     |        |        |        |        |        |  |
|  |                       | C Eubanks R Quiroz      | C Eubanks R Quiroz      | 7           | 6           |  |  | C Eubanks R Quiroz      | C Eubanks R Quiroz      | C Eubanks R Quiroz      | 6                       | 6                       |   |   |                                     |                                     |                                    |                                    |            |   |     |        |        |        |        |        |  |
|  | 3                     | J Nedunchezhiyan P Raja | J Nedunchezhiyan P Raja | 65          | 2           |  |  |                         |                         |                         |                         |                         |   |   |                                     | C Eubanks R Quiroz                  | C Eubanks R Quiroz                 | 6                                  | 6          |   |     |        |        |        |        |        |  |
|  | WC                    | R Cid Subervi H Johnson | 6                       | 2           | [7]         |  |  |                         |                         | 2                       | D Novikov G Oliveira    | D Novikov G Oliveira    | 3 | 3 |                                     |                                     |                                    |                                    |            |   |     |        |        |        |        |        |  |
|  | WC                    | J Allen M Silagy        | 4                       | 6           | [10]        |  |  | WC                      | J Allen M Silagy        | J Allen M Silagy        | 2                       | 3                       |   |   |                                     |                                     |                                    |                                    |            |   |     |        |        |        |        |        |  |
|  | Alt                   | T Schoolkate D Sweeny   | T Schoolkate D Sweeny   | 4           | 5           |  |  | 2                       | D Novikov G Oliveira    | D Novikov G Oliveira    | 6                       | 6                       |   |   |                                     |                                     |                                    |                                    |            |   |     |        |        |        |        |        |  |
|  | 2                     | D Novikov G Oliveira    | D Novikov G Oliveira    | 6           | 7           |  |  |                         |                         |                         |                         |                         |   |   |                                     |                                     |                                    |                                    |            |   |     |        |        |        |        |        |  |